# Мандрица
 Тази статия е за селото в България.  За селото в Люлебургаско, Турция вижте Мандарица.  
Мандрица (на гръцки: Μανδρίτσα, Мандр̀ица, на албански: Mandrica или Mandricë) е село в Южна България, в община Ивайловград, област Хасково. Мандрица е известно като единственото албанско село в България..

## География
Селото е разположено на десния бряг на Бяла река, в най-източната част на Родопите, на 19 километра южно от Ивайловград и на два километра западно от Луда река, която оформя българо-гръцката граница.

## История

### В Османската империя
Мандрица е старо село – годината на основаването му 1636 е изписана на камък до старата църква „Света Неделя“. Според легендата селото е основано от албанци християни, мандраджии, които снабдявали с продоволствие османската войска. Цариградското правителство им позволява да си изберат земя и ги освобождава от данъци. А според гръцки източници първите заселници в Мандрица идват още преди падането на Константинопол под османска власт. Основната маса албански жители се заселват в Мандрица в края на 18 век от района на Корча и в началото на 19 от областта Сули в Епир. Мандренци запазват сулиотските си носии чак до края на 19 век, когато заместват фустанеланата с тракийски потури. Женската албанска носия се запазва до масовата емиграция в Гърция през 1913 година.
Учител в родното си село между 1859 и 1869 година е Атанас Христов (1838 – 1907), а след това е свещеник между 1870 и 1902 година.
В 19 век Мандрица е албанска гъркоманска паланка в каза Димотика. В „Етнография на вилаетите Адрианопол, Монастир и Салоника“, издадена в Константинопол в 1878 година и отразяваща статистиката на населението от 1873 Мандрица е посочено като село с 250 домакинства с 1080 жители албанци.
В 1908 година според гръцки източници населението на Мандрица е 3500 души „албаногласни гърци, по-голямата част от които говори и гръцки“.
Основният поминък на населението е бубарство, отглеждане на тютюн, манифактура и търговия. В Мандрица има четири мелници, 22 мелачки за сусамово олио, 1 тухларна, леярна за камбани, манифактура за газирани напитки, кожарска манифактура, бъчварница, бояджийница, много аламбици за ракия и мастика, оръжейни манифактури, бижутерии и т.н. В паланката има 20 манифактури за производство на бубено семе, които изнасят продукт за много страни.
В Мандрица има три гръцки училища – едно мъжко, едно девическо и една детска градина.

### В България и в емиграция
В началото на 20 век в Мандрица се установява база на Гръцката въоръжена пропаганда. В паланката е формирано просветно дружество с гръцкото название „Εύελπις Νεολαία (Многообещаваща младеж)“ и гръцки офицери организират въоръжена чета от 250 души. Мандрица е освободена от османска власт на 15 октомври 1912 година от части на Първа българска армия по време на Балканската война, но по време на Междусъюзническата през 1913 година отново е заета от османски войски. По силата на Цариградския мирен договор от септември 1913 Мандрица остава в границите на България. На 13 октомври 1913 година в Мандрица се установява чета на ВМОРО. Голяма част от жителите на селото пресичат Луда река и бягат на турска територия, поради страх от възмездие за престъпленията на гръцката чета, където стоят като бежанци 6 месеца и след това през Цариград и Родосто се отправят за Гърция и на Цветница 1914 година една част пристига в Солун, а след един месец останалите – в Кавала.
От 480-те мандренски семейства, 40 остават в България, 100 се установяват в кукушкото българско село Хамбаркьой, прекръстено в чест на Мандрица на Мандрес, 60 в Седес (Терми), 47 в Суроти, 60 в Загливери, 50 в Мущени, Кавалско и в Османица (Калос Агрос), Драмско, 8 семейства (32 души) в Сана, на Халкидика, 6 семейства в Урли (Турио), Димотишко, а останалите в Софлу (Суфли), Башклисе (Протоклиси) и Караклисе (Мавроклиси) в Западна Тракия и на други места.
Българските власти настаняват в Мандрица българи бежанци от Тракия и Македония (Воденско).
В 1919 година, когато гръцката армия окупира Западна Тракия повечето бежанци от Мандрица се връщат в района на Димотика в очакване, че Мандрица ще влезе в границите на Гърция, но след като границата от Ньойския договор я оставя на българска територия те се връщат в Македония.
През 1929 година от Мандрица се изселва нова емигрантска вълна.
По време на Втората световна война част от мандриотите от Драмско и Кавалско, които влизат в границите на България, бягат в германската окупационната зона, поради страх от възмездие за сторените престъпления преди 1913 г.

## Мандрица днес
Днес Мандрица е село призрак с население около 50 души. Част от населението все още говори албански език.
В Мандрица са запазени стари големи триетажни кирпичени и тухлени къщи в български възрожденски стил, с резбовани тавани, балкони от ковано желязо и колонади.
В селото има две църкви. Гробищната „Света Неделя“ е малка еднокорабна сграда, строена в 1708 година – една от най-старите църкви в Източните Родопи. Селската църква „Свети Димитър“, строена в 1835, е трикорабна псевдобазилика от зидан камък с дървен покрив. В мотивите на резбования дървен иконостас има източни влияния. Част от двора на църквата е настлан с надгробни плочи на клирици. „Свети Димитър“ е частично разрушена, но има проект за възстановяването ѝ.
През 2004 година Мандрица е включена в туристическия маршрут „Културни и исторически мистерии на Източните Родопи“.
В Мандрица и в съседните села Маточина и Сив кладенец е сниман българският филм „Мила от Марс“.

## Сдружение за възраждане на Мандрица
През юли 2010 година се основа „Сдружение за възраждане на Мандрица“ с основна цел развитие на селото, запазване културата и обичаите и предотвратяване пълното му изчезване. Сдружението стартира информационен сайт на адрес mandritsa.com

## Език
|                   | Едно | Две | Три | Четири | Пет  | Шест    | Седем  | Осем | Девет  | Десет  |
| ----------------- | ---- | --- | --- | ------ | ---- | ------- | ------ | ---- | ------ | ------ |
| Книжовен албански | një  | dy  | tre | katër  | pesë | gjashtë | shtatë | tetë | nëntë  | dhjetë |
| Тоски от Мандрица | ni   | g'u | tri | kátrë  | pésë | g'áštë  | štátë  | tétë | në'ntë | zjétë  |